# Моринцы (Корсунь-Шевченковский район)
Мо́ринцы (укр. Моринці) — село в Корсунь-Шевченковском районе Черкасской области Украины.
Население по переписи 2001 года составляло 317 человек. Почтовый индекс — 19413. Телефонный код — 4735.

## Местный совет
19413, Черкасская обл., Корсунь-Шевченковский р-н, с. Моринцы

## Известные уроженцы
- Попович, Григорий Данилович — Герой Советского Союза